# خلافات حول هرمون النمو
تَركزت الخِلافات حَول استخدام هُرمون النُمو البشري (HGH) كطريقة عِلاجيّة على الادّعاءات والمنتجات والشركات المتعلقة باستخدامِ هرمون النُمو كعلاج مضادٍ للشيخوخة. تنقسم مُعظَمُ هذه الخِلافات إلى فئتين:
1.الادّعاءات بتأكيدات مبالغ فيها أو مُضلِلة أو لا أساس لها من الصحةِ بأن العلاج بِهُرْمُونِ النُمو بأمانٍ وفعاليّة يُبطئ أو يَعكِس آثار الشيخوخة.
2.بيع المنتجات التي تَدّعي بشكل احتيالي أو مُضَلِّل أنها هُرْمُون النُّمو أو تزيد من إفرازِ المُستخدم لهُرْمُون النُّمو البَشري الطبيعي إلى درجةٍ مُفيدة.
قد يكون وَصف هُرمون النُمو خارج التسمية غير قانوني في الولايات المتحدة الأمريكيّة، بموجبِ تعديلات على القانونِ الفيدراليّ للأغذيةِ والأدوية ومُستحضراتِ التجميل في عام 1990.

## التاريخ
تَمّ نشر دِراسة في مجلةِ نيو إنغلاند الطبية  (The New England) في عام 1990 من قِبَل رودمان (Rudman) وآخرون، والتي أظهرت فقدان الدهون وزيادة كتلة العضلات والحفاظ على صحةِ الجلد من إعطاء هرمون النمو في اثني عشر رجلاً مسناً. على الرغم مِنْ حقيقةِ أن المُؤلفين لم يَدعوا في أي وقت من الأوقاتِ أن هُرمون النُّمو قد عكس عملية الشيخوخة نفسها، فقد أُسيءَ تفسير نتائِجهم على أنها تشير إلى أن هُرمون النمو عامل فَعّال لِمُكافحة الشيخوخة. أدت هذه الدراسة وغيرها إلى قيامِ منظمات مثل الأكاديمية الأَمريكيّة للطب مكافحة الشيخوخة المثير للجدل بالترويجِ لاستخدام هذا الهُرمون «كعاملٍ مُضادٍ للشَيْخُوخَة».
بالإضافة إلى ذلك، تمتلك الشركات التي تبيع المكملات الغذائية مواقع ويب تَبيعُ المنتجات التي تَدعي أنها مرتبطة بـهرمونِ في نصِ الإعلان، مع أسماء طِبيةٍ توصف باسم «مُحَرِّرات هُرمون النُّمو». تشتمل المكونات النموذجية على الأحماضِ الأمينية، والمعادن، والفيتامينات، أو المُستخلصات العُشبيّة، والتي يوصف مزيجها بِأنه يجعل الجسم ينتج المزيد من هُرمونِ النمو مع التأثيرات المفيدة المقابلة. في الولايات المتحدة، نظراً لأنه يتم تسويق هذه المنتجات كَمُكملات غِذائيّة، فمن غير القانونيّ احتوائها على هُرمونِ النمو، وهو دواء. أيضاً، بموجب قانون الولايات المتحدة، لا يمكن أن تدعي المنتجات المباعة كَمُكملات غذائية أن المكمل يعالج أو يمنع أي مرض أو حالة، ويجب أن تحتوي المواد الإعلانية على بيانٍ يفيد بأن الادّعاءات الصحيّة لم تتم الموافقة عليها من قبل إدارة الغذاء والدواء. تقوم لجنة التجارة الفيدرالية وإدارة الغذاء والدواء الأمريكية بفرض القانون عندما يدركان الانتهاكات.
نَتيجة لردودِ الفعلِ على مقالة عام 1990 واستشهادها المُتَكرر من قبل مؤيدي هُرْمُون النُمو البشري كعامل مضاد للشَيْخُوخَة، في عام 2003 نشرت مجلة نيو إنغلاند الطّبية مقالتين خرجتا بقوة وبوضوحِ تفيد بعدم وجود أدلة طبية وعلميّة كافية لدعم الاستخدام من هُرمونِ النُمو كدواء مضادٍ للشيخوخة. كتب مقال واحد من قبل رئيس التحرير الحالي للمجلة جيفري إم درازين (Jeffrey M. Drazen) دُكتوراه في الطّب، وكان بعنوان «الإعلان غير المناسب للمُكملات الغذائية». ركزت في الغالب على الإعلان عن المكملات الغذائية. المقال الآخر كتبه رئيس التحرير في وقت نشر مقال عام 1990، ماري لي فانس (Mary Lee Vance) دكتوراه في الطب، وكان بعنوان «هل يمكن لِهُرمون النُّمو أن يمنع الشَيْخُوخَة؟» ركزت أكثر على القضايا الطبيّة حول ما إذا كان هناك دليل كافٍ لاستخدام هُرْمُون النمو كعاملِ مُضادٍ للشَيْخُوخَة.

## أبحاث
لم يكن هناك ابدا تجربة مُعشاة ذات شواهد كبيرة بشكل كافٍ لإثبات بشكلٍ قاطعٍ أن هُرْمُون النُمو يوفر فوائد كبيرة لمكافحةِ الشَيْخُوخَة وأنه لا توجد تفاعلات دَوائيّة ضارة كبيرة؛ كانت هناك العديد من الدراسات الصغيرة المُوضحة أدناه.
أظهرت بعض المقالات العلميّة أن مكملات هُرمون النُمو لا تزيد بشكل كبير من قوةِ العضلات أو قدرة التمارين الهوائيّة لدى الأفراد الأصحاء. في حين أنه من الممكن وجود بعض المزايا، مثل زيادة كتلة الجسم النَحيل، فمن الواضح أيضاً أن البعض يبالغ في الفوائد لتحقيق مكاسب تجاريّة ويتم بيع المنتجات غير الفعالة للمستهلكين المُطمَئَنين.
أظهرت بعض الدراسات السريرية الصغيرة الحديثة أن العلاج بجرعةٍ مُنخَفِضَة من هُرْمُون النُّمو للمرضى المسنين الذين يعانون من نقصِ هُرْمُون النُّمو يغير تكوين الجسم عن طريق زيادة كتلة العضلات، وتقليل كتلة الدهون، وزيادة كثافة العظام وقوة العضلات، وتحسين معايير القلب والأوعيّة الدَمويّة (أي انخفاض الكولسترول الضار)، ويؤثر على نوعية الحياة دون آثار جانبية كبيرة..يجب التأكيد على أن هذه الدراسات كانت صغيرة فقط عشرات المرضى  وبالتالي تم ذكر النتائج مبدئياً. على حد تعبير أحد المصادر المذكورة:«من الواضحِ أن هناك حاجة إلى مزيد من الدراسات قبل أن يتم إثبات استبدال هُرْمُون النمو لكبار السن. ستتطلب قضايا السلامة تمحيصاً دقيقاً، ولكن البيانات المتاحة حتى الآن إيجابية بما يكفي لإجراءِ تجارب كبيرة متعددة المراكز خاضعة للتحكم الوهمي، ولا سيما النظر في نقاط النهاية المرتبطة بمنعِ الضعف وفقدانٍ الاستقلال».

## الآثار الجانبية للجرعات العالية والاستخدام طويل الأمد
بَعضُ الآثار الجانبية التي ورد ذكرها من المرضى الناضِجين الذين كانوا يتمتعون بصحةٍ جيدة بعد تناول جرعات عالية من هُرْمُون النمو تشمل:
- استسقاء (احتباس السوائل) في الأطراف.[14]
- آلام المفاصل.[14]
- متلازمة النفق الرسغي.[14]
- ارتفاع ضغط الدم.[15]
- مرض السكري والاختلالات الأخرى في استقلاب الجلوكوز.[14]
- التثدي (تضخم الغدد الثديية الذكرية).[14]

لم يتم دراسة الاستخدام المزمن لهُرْمُون النمو بشكل جيد. ومع ذلك، في أوروبا أجريت دراسة تسمى "SAGhE" لدراسة هذه الآثار طويلة المدىلهُرْمُون النمو في الأطفال ووجدوا أن الأشخاص الذين يعانون من أنواع معينة من قِصر القامة (نقص هرمون النمو مجهول السبب أو قصر القامة) الذين تم علاجهم بهرمون النمو البشري المَأشوب أثناء الطفولة والذين تمت متابعتهم على مدى فترة طويلة، كانوا مُعرضين لخطر متزايد للموت بالمقارنة مع الأفراد في عموم سكان فرنسا. أصدرت إدارة الغذاء والدواء الأمريكية تنبيهاً للسلامة يُبلغ عن هذه النتيجة.

## القانون
في عام 1990، أقر الكونجرس الأمريكي مشروع قانون شامل للجريمة، قانون مكافحة الجريمة لعام 1990، الذي عدّل القانون الفيدرالي للأغذية والأدوية ومستحضرات التجميل، والذي صنف المنشطات الابتنائية كمواد خاضعة للرقابة وأضاف قسماً جديداً  والذي نصه:
(1) باستثناء ما هو منصوص عليه في الفقرة (2) كل من يُوَزّع عن قصد، أو يُمتلك بِقصد التوزيع،هُرْمُون النمو البشري لأي استخدام للبشر بخلاف علاج مرض أو حالة طبية أخرى معترف بها، حيث يكون هذا الاستخدام مصرحاً به. من قِبَل وزير الصحة والخدمات الإنسانية بموجب القسم 355 من هذا العنوان ووفقاً لأمر الطبيب، يكون مذنباً بارتكابِ جريمة يُعاقبُ عليها بالسَجنِ لمدةٍ لا تزيد عن 5 سنوات، مثل الغرامات التي يسمح بها العنوان 18، أو كِليهِمَا.
(2) كل من يرتكب أي جريمة منصوص عليها في الفقرة (1) وتتعلق هذه الجريمة بفرد دون سن 18 عاماً يُعاقب بالسجن لمدةٍ لا تزيد عن 10 سنوات، مثل الغرامات التي يسمح بها العنوان 18، أو كليهما.
(3) تعتبر أي إدانة بسبب انتهاك الفِقرَتين (1) و (2) من هذا القسم الفرعي انتهاكاً جنائياً لقانونٍ المواد الخاضعة للرقابة لأغراض المصادرة بِموجب القسم 413 من هذا القانون.
(4) كما هو مستخدم في هذا القسم الفرعي، فإن مصطلح «هُرْمُون البشري» يعني سوماتريم، الموجهة جسدياً «سوماتروبين»، أو نظير لأي منهما.
(5) إدارة مكافحة المخدرات مخولة بالتحقيق في الجرائم التي يعاقب عليها هذا القسم الفرعي.
أُخذ هذا القسم من قِبَل البعض، وعلى الأخص مُؤلفو مقال توضيحي نُشر في مجلة الجمعية الطبية الأمريكية في عام 2005، بمعنى أن وصف هرمون النمو خارج التسمية قد يُعتبر غير قانوني. «يجب أن يدرك الأطباء وغيرهم من المتخصصين في الرعاية الصحية أن القانون الحالي يحظر صراحة توزيع هرمون النمو باستثناء المؤشرات المحددة بوضوح ودقة. التوزيع للاستخدامات الأخرى، أو الاستخدام خارج التسمية، مثل مكافحة الشيخوخة، والحالات المرتبطة بالعُمر، وتعزيز الأداء الرياضيّ غير قانوني. على الرغم من أن هرمون النمو ليس عقاراً في الجدول الثالث، فإن القسم 303 و (5) من إدارة الغذاء والدواء الأمريكية يوفر بوضوح لإدارة مكافحة المخدرات مسؤولية إنفاذ القوانين التي تحكم هرمون النمو البشري. نظرًا للمخاوف السريرية والقضايا القانونية ذات الصلة، نعتقد أن الأطباء أو الأشخاص الآخرين الذين يقومون حاليًا بتسويق هرمون النمو أو توزيعه أو إدارته لمرضاهم لأي سبب بخلاف الاستخدامات المعتمدة جيداً (أي القانونية) للدواء، يجب ألا يفعلوا ذلك».
تُعتبر إدارة مكافحة المخدرات التابعة لوزارة العدل الأمريكية أن وصف هُرْمُون النمو البشري خارج التسمية غير قانوني، وأن يكون طريقًا رئيسياً للتوزيع غير المشروع لهرمون النمو البشري. أَصدرت إدارة الغذاء والدواء، مُؤخرا في عام 2012، تنبيهات تفيد بأن «هرمون النمو المعتمد من إدارة الغذاء والدواء يمكن وصفه قانونياً لعدد محدود من الشروط». لقد أغلَقت إدارة الغذاء والدواء ووزارة العدل الشركات والصيدليات المركبة التي قامت بِتسويق هُرْمُون النمو لأغراض خارج التسمية خاصةً لاستخدامات كمال الأجسام ومكافحة الشَيْخُوخَة. وبعض المقالات في الصحف الشعبية، مثل تلك التي تنتقد صناعة الأدوية لتسويقها للأدوية للاستخدام خارج التسمية (وهو أمر غير قانوني بشكل واضح)، أصدرت تصريحات قوية حول ما إذا كان بإمكان الأطباء وصف هرمون النمو خارج التسمية: «على عكس الأدوية الأخرى التي تستلزم وصفة طبية، فإن هرمون النمو البشري يمكن وصفه لاستخدامات محددة فقط. المبيعات في الولايات المتحدة محدودة بموجب القانون لعلاج عيب نادر في النمو لدى الأطفال وفئة من الحالات غير الشائعة مثل متلازمة الأمعاء القصيرة أو متلازمة برادر ويلي، وهو مرض خَلقي يتسبب في انخفاض قوة العضلات ونقص الهرمونات في الغدد الجنسية».
في الوقتِ نفسه، تُعد عِيادات مُكافحة الشيخوخة حيث يصف الأطباء ويديرون ويبيعون هُرْمُون النمو للناس من الشركات الكبيرة. في مقال نُشر عام 2012 في مجلة فانيتي فير عندما سُئِلَ كيف تتجاوز وصفات هُرْمُون النمو بكثير عدد المرضى البالغين التي تتجاوز بكثير تقديرات نقص هُرْمُون النمو، قال الدكتور دراغوس رومان، الذي يقود فريقاً في إدارة الغذاء والدواء الأمريكيّة يقوم بمراجعة الأدوية في طب الغدد الصماء، "إن لا تُنظم إدارة الغذاء والدواء استخدامات هُرْمُون النُّمو خارج التسمية. أحياناً يتم استخدامها بشكل مناسب أحياناً لا يكون الأمُر كذلك.

## أنظر أيضا
- هرمون النمو في الرياضة
- علاج هرمون النمو
- هرمون النمو